# ألان إم. تايلور
ألان إم. تايلور (بالإنجليزية: Alan M. Taylor)‏ هو اقتصادي أمريكي، ولد في 15 نوفمبر 1964 في ويكفيلد في المملكة المتحدة.